# Lena Werner

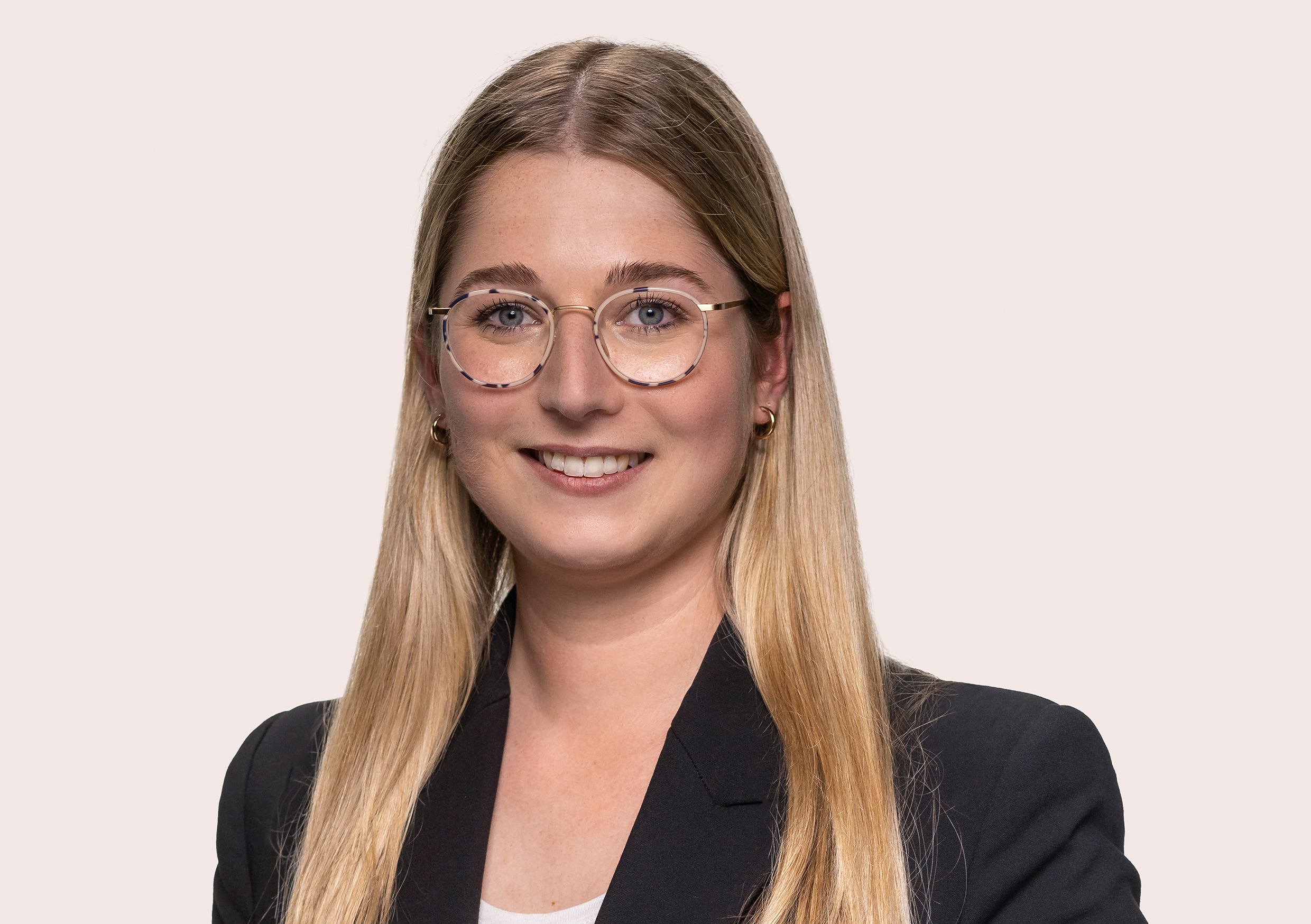
Lena Werner, 2021

Lena Werner (* 8. Oktober 1994 in Trier) ist eine deutsche Politikerin (SPD); sie war von 2021 bis 2025 Mitglied des Deutschen Bundestags.

## Leben
Werner wurde am 8. Oktober 1994 in Trier geboren und ist in Wittlich-Wengerohr aufgewachsen. Nach dem Abitur am Peter-Wust-Gymnasium in Wittlich 2014 verbrachte sie ein Jahr als Au-Pair in Chicago. 2015 hatte sie die IHK-Prüfung zur Hotelfachfrau abgelegt. Von 2015 bis 2019 studierte sie Tourismuswirtschaft mit dem Schwerpunkt Eventmanagement. Im Jahr 2019 arbeitete sie als Eventmanagerin bei der deutsch-amerikanischen Außenhandelskammer in Chicago. Ab 2020 arbeitete sie als Sachbearbeiterin bei der Gesellschaft für Internationale Zusammenarbeit in Bonn.

## Politik
Werner ist seit 2016 Mitglied der SPD. Bei der Bundestagswahl 2021 unterlag sie im Bundestagswahlkreis Bitburg ihrem CDU-Kontrahenten Patrick Schnieder, zog jedoch über die Landesliste in den Bundestag ein. Sie ist Mitglied in den Ausschüssen des Deutschen Bundestags für Tourismus und Wirtschaft sowie stellvertretendes Mitglied im Ausschuss für Angelegenheiten der Europäischen Union. Zudem ist sie Mitglied des erweiterten Vorstands der SPD-Bundestagsfraktion.
Bei der Bundestagswahl 2025 wurde sie auf Listenplatz 9 der Landesliste in Rheinland-Pfalz der SPD gewählt. Dieser Listenplatz reichte nicht für den Einzug in den Bundestag aus. Auch ihr Direktmandat im Wahlkreis Bitburg (201) verlor sie mit 20,40 % der Stimmen.

## Mitgliedschaften
- Sozialdemokratische Partei Deutschlands (SPD)
- Freundeskreis Wittlich